# Liste der Biografien/Lik
Liste der Biografien |
Portal Biografien |
Personensuche
# |
A |
B |
C |
D |
E |
F |
G |
H |
I |
J |
K |
L |
M |
N |
O |
P |
Q |
R |
S |
T |
U |
V |
W |
X |
Y |
Z |
?
 
La |
Lb |
Lc |
Le |
Lg |
Lh |
Li |
Lj |
Ll |
Lm |
Lo |
Lp |
Lt |
Lu |
Lv |
Lw |
Lx |
Ly |
Lz
 
Lia |
Lib |
Lic |
Lid |
Lie |
Lif |
Lig |
Lih |
Lii |
Lij |
Lik |
Lil |
Lim |
Lin |
Lio |
Lip |
Liq |
Lir |
Lis |
Lit |
Liu |
Liv |
Liw |
Lix |
Liy |
Liz
Die Liste der Biografien führt alle Personen auf, die in der deutschsprachigen Wikipedia einen Artikel haben. Dieses ist eine Teilliste mit 42 Einträgen von Personen, deren Namen mit den Buchstaben „Lik“ beginnt.

## Lik

### Lika
- Lika, Benedikt (* 1982), deutscher Dirigent, Politiker (CSU) und Inklusionsaktivist
- Lika, Ilion (* 1980), albanischer Fußballspieler
- Lika, Maximilian (* 1985), deutscher Bariton/Bass
- Lika, Peter (* 1947), deutscher Sänger, Bassist im Konzert- und Opernfach
- Lika, Savva (* 1970), griechische Speerwerferin
- Likar, Brina (* 2005), slowenische Weitspringerin
- Likar, Franjo Koloman (1928–2023), kroatischer Maler
- Likar, Mirana (* 1961), slowenische Schriftstellerin
- Líkařová, Zuzana (* 1987), tschechische Biathletin
- Likarz, Maria (1893–1971), Designerin und Mitarbeiterin der Wiener Werkstätte
- Likas, Albinas (* 1917), sowjetlitauischer kommunistischer Politiker und Jurist
- Likavský, Tomáš (* 1971), slowakischer Schachgroßmeister

### Like
- Likely, Isaiah (* 2000), US-amerikanischer American-Football-Spieler
- Likens, Gene (* 1935), US-amerikanischer Limnologe und Ökologe
- Likens, Jeff (* 1985), US-amerikanischer Eishockeyspieler
- Likens, Sylvia (1949–1965), US-amerikanisches Opfer eines Gewaltverbrechens
- Likert, Rensis (1903–1981), US-amerikanischer SozialforscherRensis Likert (1903–1981)

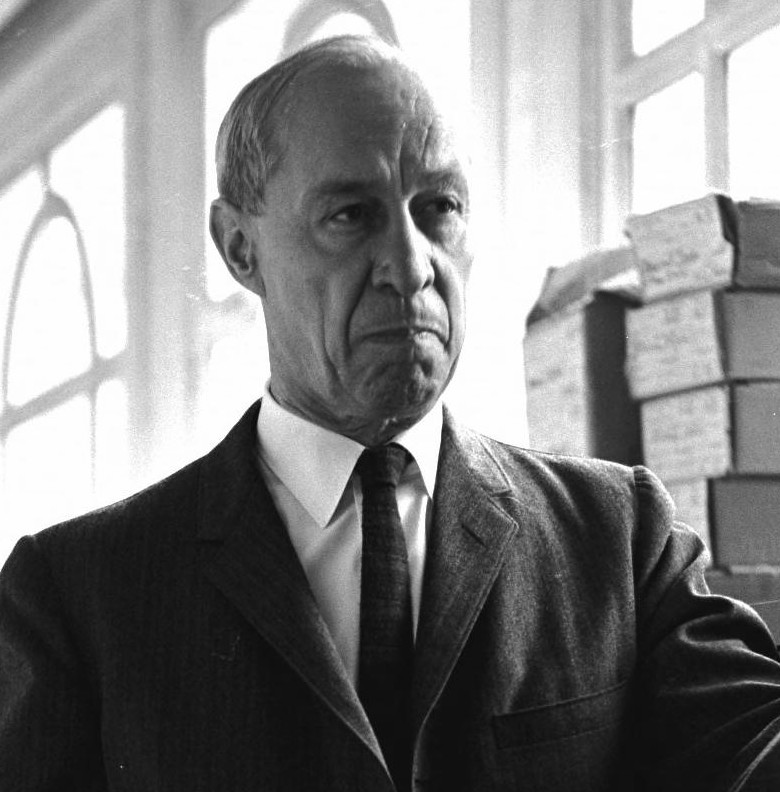
Rensis Likert (1903–1981)

### Likh
- Likhachev, Yaroslav (* 1991), russischer Jazzmusiker (Saxophon, Komposition)
- Likhit Sakaew (* 1990), thailändischer Fußballspieler

### Liki
- Likić, Brano (* 1954), jugoslawischer Komponist, Produzent und Performer
- Likimani, Muthoni (* 1926), kenianische Autorin, PR-Unternehmerin und Rundfunksprecherin
- Likinnios, griechischer Keramiker
- Likins, Bob (1921–1962), US-amerikanischer Speerwerfer
- Likins, Dave (* 1956), US-amerikanischer American-Football-Trainer
- Likittay, Sucheep (* 1952), thailändischer Radrennfahrer

### Liko
- Liko, Hannah (* 1971), österreichische Diplomatin
- Liko, Karl (* 1920), österreichischer Militär
- Likolo Bokal’Etumba, Joseph-Bernard (* 1967), kongolesischer Geistlicher und römisch-katholischer Bischof von Lisala
- Likourinos, Andreas (1929–1943), griechischer Widerstandskämpfer gegen den Nationalsozialismus
- Likozar Brankovič, Maša (* 2009), slowenische Nordische Kombiniererin

### Liks
- Likšaitė, Inga (* 1972), litauische Textilkünstlerin
- Liksom, Rosa (* 1958), finnische Autorin, Künstlerin und Filmemacherin

### Likt
- Liktoras, Maria (* 1975), polnische Volleyballspielerin

### Liku
- Liku Ada’, Johannes (* 1948), indonesischer römisch-katholischer Geistlicher, emeritierter Erzbischof von Makassar
- Liku, Maria (* 1990), fidschianische Gewichtheberin
- Liku, Siulolo (* 1974), tongaische Leichtathletin
- Likumahuwa, Barry (* 1983), indonesischer Jazzmusiker
- Likus, Leszek (* 1964), polnischer Unternehmer
- Likus, Tadeusz (* 1958), polnischer Unternehmer
- Likus, Wiesław (* 1956), polnischer Unternehmer
- Likuvalu, Albert (* 1943), Politiker aus Wallis und Futuna

### Liky
- Likymnios, antiker griechischer Sophist